# Never Talk to Strangers
Never Talk to Strangers (bra: Nunca Fale com Estranhos; prt: Nunca Fales com Estranhos) é um filme de suspense estadunidense de 1995 dirigido por Peter Hall e estrelado por Antonio Banderas e Rebecca De Mornay.

## Sinopse
A psiquiatra Dra. Sarah Taylor (Rebecca De Mornay) é uma psicóloga criminal reservada, que faz entrevistas a distância com um cliente que é um estuprador, e está pleiteando a não culpa por alegação de insanidade mental. Mais tarde é revelado que ela foi objeto de estupros diários quando criança por seu pai distante, que se mostra muito doente. Sarah encontra Tony Ramirez (Antonio Banderas) em um shopping center, e ela lhe dá seu número, assim, um relacionamento começa, apesar dos avanços de um de seus vizinhos. Dias após o relacionamento Sarah começa a ser ameaçada de morte e recebe presentes estranhos, tais como flores mortas. Como ela fica mais romântica com Tony, os presentes se tornam mais extremos. Seu gato é morto, altura em que Sarah vai para a polícia. Sarah então contrata um detetive e tem seguido Tony, apenas para descobrir algo que ela menos esperava de seu amante apaixonado.[carece de fontes?]

## Elenco
- Rebecca De Mornay como Dra. Sarah Taylor
- Antonio Banderas como Tony Ramirez
- Dennis Miller como Cliff Raddison
- Len Cariou como Henry Taylor
- Harry Dean Stanton como Max Cheski
- Eugene Lipinski como Dudakoff
- Martha Burns como Maura
- Beau Starr como Grogan
- Phillip Jarrett como Spatz
- Tim Kelleher como Wabash

## Recepção
Never Talk to Strangers recebeu críticas negativas, mantendo apenas 15% no Rotten Tomatoes.

## Trilha sonora
"Love Sick" realizada por Alfonzo Blackwell.[carece de fontes?]